# Crkva sv. Jakova u Međugorju
Crkva svetog Jakova je katolička župna crkva hodočasničkog mjesta Međugorja i općine Čitluk u Bosni i Hercegovini.
Posvećena je apostolu sv. Jakovu. O župi brinu franjevci iz Hercegovačke franjevačke provincije Uznesenja Blažene Djevice Marije sa sjedištem u Mostaru.  
Gradnja stare župne crkve završena je 1897. godine, ubrzo nakon osnutka župe 1892. godine. Bila je to prostrana crkva za svoje vrijeme. Međutim, budući da je bila na nestabilnim temeljima, ubrzo su se počele pojavljivati pukotine. Župljani su odmah nakon završetka Prvog svjetskog rata počeli razmišljati o gradnji nove crkve. Ta je gradnja trajala od 1934. do 19. siječnja 1969. godine, na dan njezine posvete. Nacrt za međugorsku crkvu besplatno je napravio poznati zagrebački arhitekt Stjepan Podhorsky. S radovima se nastavilo i nakon blagoslova 1969. godine, jer nije bio uređen interijer, nisu bili izgrađeni zvonici i dr. Crkva je potpuno uređena do 1980. godine.
Dva tornja crkve imaju kvadratni tlocrt i završavaju krovovima u obliku šatora. Između tornjeva nalazi se ulaz s trojim vratima, a u timpanu iznad središnjeg ulaza nalazi se reljef s prikazom sv. Jakova. Izgled crkve se temelji na klasičnoj bazilici.
Lađa je podijeljena na sedam svodova, koji su iznutra podijeljeni gredama i pilastrima, pri čemu je sedmi svod odvojen prema polukružnoj apsidi okruglim trijumfalnim lukom.
Zbog sve većeg broja hodočasnika, crkva i prostor oko crkve od 1981. godine neprestano se prilagođavaju novim potrebama. Crkva sv. Jakova žarište je i središte sakramentalnog života i molitvenog života župljana i hodočasnika u Međugorje.
Ograđeni park istočno od svetišta uspomena je na mjesto, gdje je nekada bila stara župna crkva.
Vanjski oltar, podignut 1989. godine, i okolni molitveni prostor (s oko 5000 sjedećih mjesta) služe kao mjesto velikih liturgijskih slavlja tijekom ljetnih mjeseci, kada se u Međugorju okupljaju tisuće hodočasnika.
Kip Uskrslog Isusa Krista monumentalna je brončana skulptura koja se nalazi u neposrednoj blizini župne crkve svetoga Jakova apostola.

## Galerija
- Crkva sv. Jakova, vanjski oltar i okolni molitveni prostor
- Pogled sa strane
- Crkva sv. Jakova iznutra
- Kip Gospe Međugorske unutar crkve